# Aymen Tahar
Aymen Tahar (2 de octubre de 1989) es un futbolista argelino que juega como centrocampista en el A. E. Larisa de la Segunda Superliga de Grecia.
Jugó para clubes como el Sheffield United, Gaz Metan Mediaș, Steaua de Bucarest, Boavista y Sagan Tosu.

## Trayectoria

### Clubes
| Club                    | País       | Año       |
| ----------------------- | ---------- | --------- |
| Sheffield United F. C.  | Inglaterra | 2008-2010 |
| Staveley Miners Welfare | Inglaterra | 2010-2012 |
| Gaz Metan Mediaș        | Rumania    | 2012-2015 |
| Steaua de Bucarest      | Rumania    | 2015-2016 |
| Boavista F. C. (cedido) | Portugal   | 2016      |
| Sagan Tosu              | Japón      | 2016      |
| Gaz Metan Mediaș        | Rumania    | 2017      |
| Boavista F. C.          | Portugal   | 2017-2019 |
| Panetolikos             | Grecia     | 2019-2021 |
| A. E. Larisa            | Grecia     | 2021-     |